# Buixarda

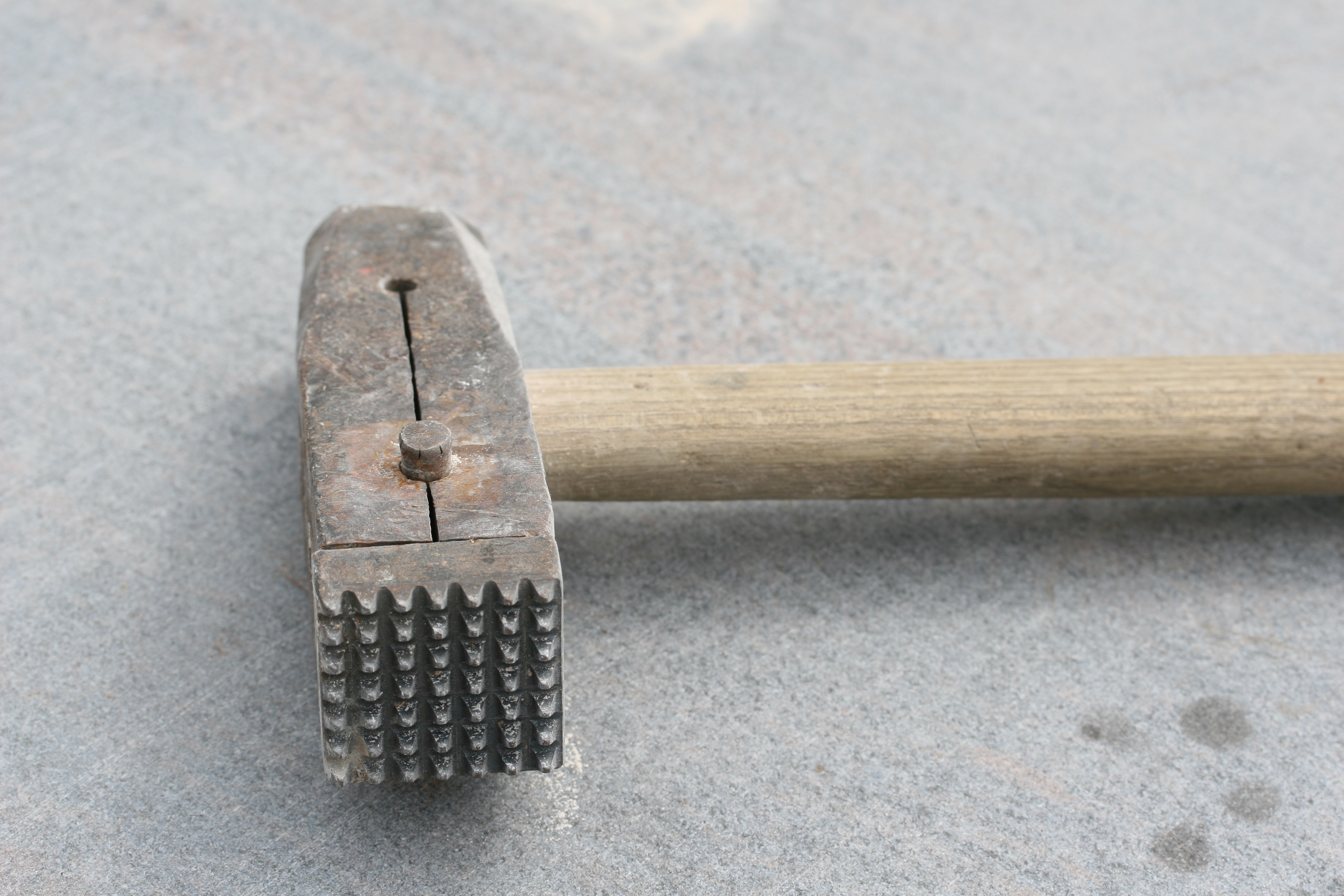
Buixarda de cabota desmuntable.

Una buixarda o bucarda és una maceta amb les cabotes proveïdes de puntes piramidals, emprada pels picapedrers per a picar i polir la pedra.
Hi ha proves del seu ús de la de l'època medieval ençà.

## Dimensions
Segons una obra actual una buixarda té una cabota quadrada d'uns 5 cm de costat amb un cert nombre de puntes (anomenades “ puntes de diamant”, de forma piramidal de base quadrada): 16 puntes, 25, 36, 49 i a vegades més. Les obres antigues indiquen dimensions semblants.

## Acció de buixardar
Buixardar és picar una superfície de pedra amb una buixarda, a fi de netejar-la o que quedi gravada. També es pot buixardar una superfície de formigó o de pedra artificial.
El resultat de buixardar és en femení "buixardada" (una pedra buixardada) i en masculí "buixardat" (un carreu buixardat, un mur buixardat). Ambdós adjectius s'usen sovint en descripcions d'obres arquitectòniques de pedra.

### Estuc buixardat
Un cas particular de buixardat de materials relativament tous és l'estuc buixardat.

### Buixardatge tradicional
El buixardatge tradicional el feia un operari colpejant la pedra amb una o diverses buixardes.

### Buixardatge mecànic
El buixardatge mecànic imita el procediment manual. Un martell mecànic és responsable de l'acció repetida de colpejar, mentre que una buixarda desmuntable disposada a la punta fa la feina, gravant la pedra.
El buixardatge amb martell mecànic el pot fer un operari manualment o es pot efectuar mitjançant una màquina automàtica, semiautomàtica o robotitzada.

## Textura de les superfícies buixardades

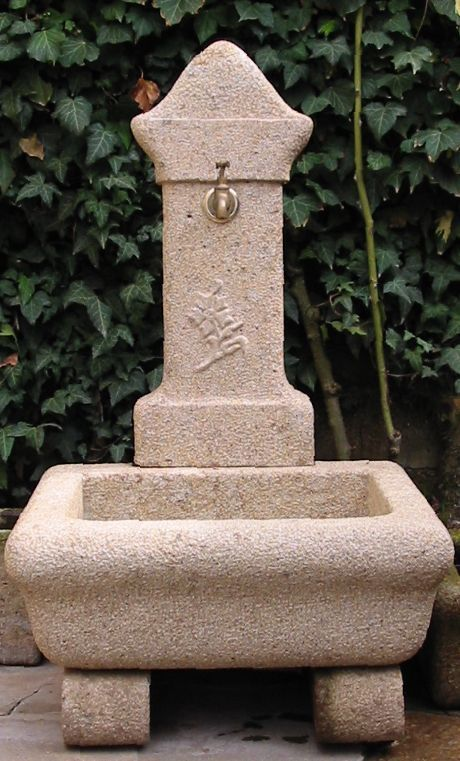
Font de granit buixardat.

Una superfície buixardada, plana o corbada, té una textura lleugerament granulada i d'aspecte regular. Les dimensions de les rugositats depenen del material de base i de l'efecte desitjat. El resultat estètic és molt particular i característic. La llum actua de manera diferent sobre superfícies llises que sobre superfícies rugoses.
- En superfícies que han de ser trepitjades la rugositat proporciona un acabat antilliscant.
- És habitual referir-se a la textura amb el terme "gra": gra d'un buixardat.[8]

## Inconvenients de la buixarda
Segons l'obra de referència el buixardat pot ser nefast per a la conservació de la pedra. La buixarda, suposadament, trenca la pedra i la deixa amb microfisures, I, per tant, deixa una superfície molt menys resistent als atacs dels elements.

## Rendiment d'un pedrapiquer en l'ús de la buixarda
És difícil establir el rendiment d'un picapedrer a l'hora de buixardar. La velocitat de treball depèn de la duresa de la pedra i del grau d'acabat que hom vol aconseguir. Tanmateix hi ha autors que varen publicar algunes xifres per a treballs concrets.

## Moles de molí
El sistema clàssic de moldre comportava l'ús de moles de pedra. Aquelles moles disposaven de ranures i de superfícies planes amb una certa rugositat. Per culpa del desgast (en els punts de la pedra que sobresortien) i per l'acumulació de farina humida en els clots, calia refer l'estat de les superfícies de treball de les moles. Calia "repicar les moles" amb certa freqüència, quan la mola "no menjava".
- Una part del repicat d'una mola era el buixardat.

## Vídeos
- Descripció d'una buixarda.[14]
- Exemple de buixardatge en una pedra d'un marge.[15]